# Col de la Casse Froide
Der Col de la Casse Froide ist ein 740 Meter hoher französischer Gebirgspass im Zentralmassiv. Er befindet sich in der Region Auvergne-Rhône-Alpesim Départements Rhône und verbindet über die D129 die Gemeinden Saint-Didier-sur-Beaujeu im Norden und Claveisolles im Süden.

## Streckenführung
Die Nordauffahrt beginnt im Ortsgebiet von Saint-Didier-sur-Beaujeu und führt über 5,2 Kilometer mit einer durchschnittlichen Steigung von 6,1 % auf die Passhöhe. Nach einer kurzen Rampe von über 8 % auf den ersten 500 Metern und einem anschließenden flacheren Stück, liegt die Steigung auf den letzten 3,5 Kilometern bei mit rund 6 %. Die schmale Straße verläuft in bewaldetem Gebiet und beinhaltet nur wenige Kurven.
Die Südauffahrt von Claveisolles ist 4,4 Kilometer lang und weist eine Durchschnittssteigung von 6,6 % auf. Die schmale Straße verläuft durch die Ortschaften Le Plat des Granges, Les Chizeaux und Valtorte und führt meist über offenes Terrain.

## Radsport
Im Jahr 2023 führte die Tour de France auf der 12. Etappe erstmals über den Col de la Casse Froide. Der Pass wurde über die Nordauffahrt erreicht und war als Bergwertung der 3. Kategorie klassifiziert. Im Anschluss führte die Strecke über weitere Pässe der Monts du Beaujolais nach Belleville-en-Beaujolais. Die Bergwertung sicherte sich der Franzose Guillaume Martin.
| Jahr | Etappe     | Bergwertung  | Fahrer           | Auffahrt |
| ---- | ---------- | ------------ | ---------------- | -------- |
| 2023 | 12. Etappe | 3. Kategorie | Guillaume Martin | Nord     |